# Sphecosoma meridionale
Sphecosoma meridionale là một loài bướm đêm thuộc phân họ Arctiinae, họ Erebidae.